# 반정수
반정수(半整數, Half Integer)는 정수에 ⁠1/2⁠(=0.5)을 더해서 나타낼 수 있는 수이다. 예를 들면 −2.5, −1.5, −0.5, 0.5, 1.5, 2.5 등이 있다. 반정수는 다음과 같이 나타낼 수 있다.
{\displaystyle \mathbb {Z} +{\frac {1}{2}}}

## 수학적 성질
- 반정수에 반정수를 더하면 정수이다.
- 반정수에서 반정수를 빼면 정수이다.
- 정수를 2로 나누면 정수 또는 반정수이다.
- 반정수에 홀수를 곱하면 반정수이다.
- 반정수에 짝수를 곱하면 정수이다.
- 반정수에 4의 배수를 곱하면 짝수이다.

## 응용분야
물리학의 양자역학에서 각운동량의 고유값은 정수이거나 반정수이다.